# 희정공 성억 묘소
희정공 성억 묘소는 경기도 고양시 덕양구 대자동에 있는 조선조 초기의 인물인 성억선생의 묘소이다. 당시에 유행하던 4각형의 봉분+장명등+문인석 등 원형이 잘 보존되어 있다. 2007년 8월 10일 고양시의 향토문화재 제49호로 지정되었다.

## 개요
희정공 성억은 고려 우왕 12년(1386)에 태어나서 조선 세종 30년(1448)년에 돌아가셨으며 시호는 희정이다. 조선조 전기의 문신으로 본관은 창녕이며, 예조판서 석인의 아들이다. 음보로 관직에 나아가 공조정랑 등을 역임하였다. 1414년에 군자부정, 공조판서, 전라도관찰사, 중추원판사 겸 병조판서를 겸하고 좌찬성을 역임하였다. 공의 딸이 태종의 4자인 성녕대군에 출가하였다. 